# 大丸梅田店

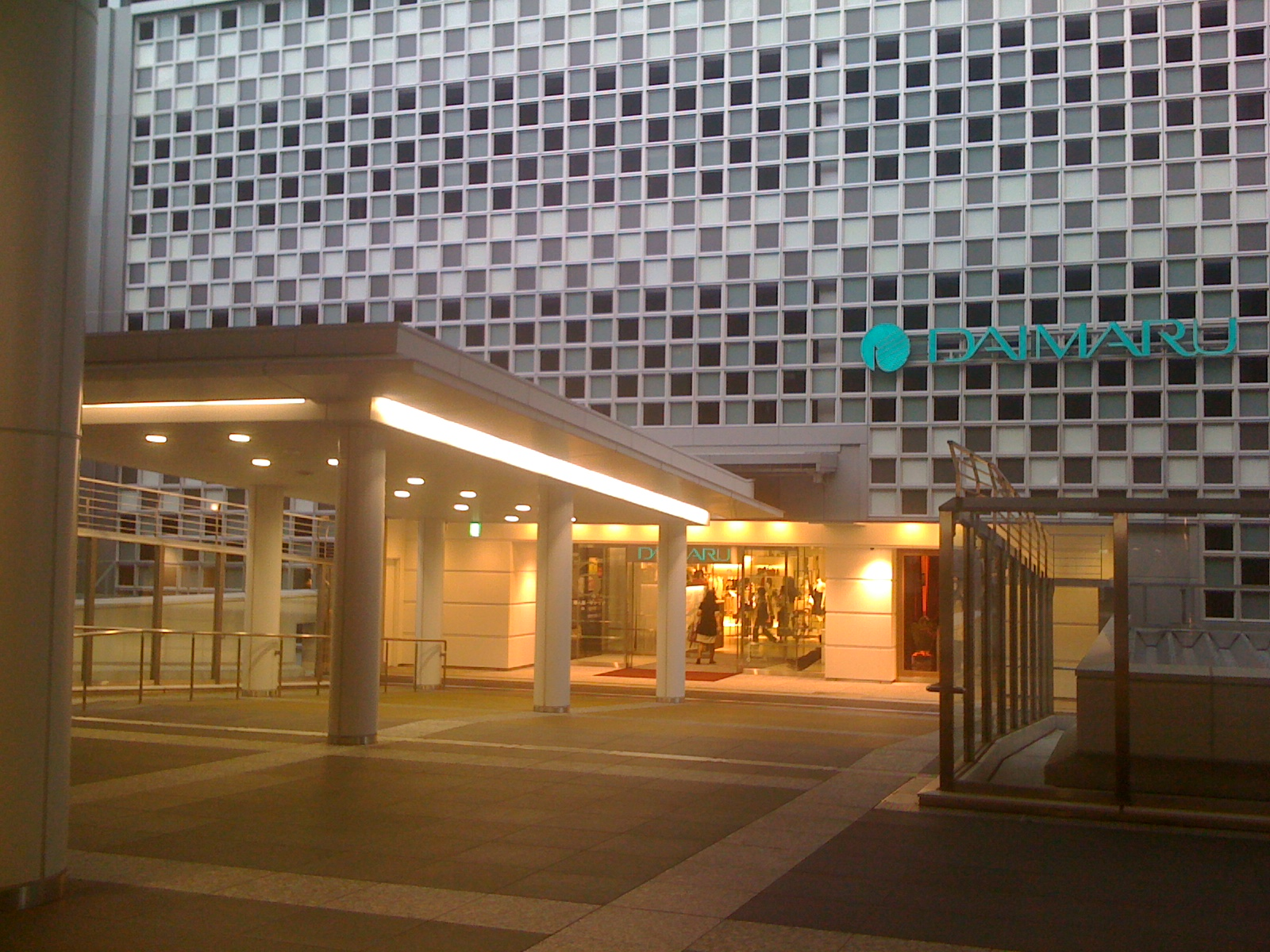
時空の広場から見た大丸梅田店

大丸梅田店（だいまるうめだみせ）は、大阪府大阪市北区梅田三丁目にある大丸松坂屋百貨店（J.フロント リテイリング）が運営する百貨店である。大阪ステーションシティ（JR大阪駅の駅ビル）のサウスゲートビルディング内に位置しているターミナルデパートである。
エイチ・ツー・オー リテイリング傘下の阪急阪神百貨店が運営する阪急百貨店や阪神百貨店とともに梅田地区を代表する百貨店である。

## 概要

### 開業時
1983年4月27日、大阪駅ビル「アクティ大阪（現在のサウスゲートビルディングの前身）」内に店舗面積40,416 m2で開業した。かつては○に大のマークだった大丸のマークを現在のクジャクの羽根をイメージしたマークに変えた。また、大丸はかつて水曜日定休が原則だったが、梅田店については火曜日を定休日にして、梅田店と心斎橋店の少なくとも片方は営業するようにしていた。
出店担当者だった奥田務らは、世界で初めての高層店舗（地下2階から地上14階）で「百貨店の未来型モデル」として特殊な売場を設け、投資額約500億円に対し、売上目標650億円を掲げた。連日のように客が押し寄せ、大丸心斎橋店やそごう大阪店（現在は閉店）、髙島屋大阪店といったミナミの百貨店や、近鉄百貨店阿倍野店、そごう神戸店の客層を奪ったことで梅田地区の競争力は上がった。既存の阪急百貨店うめだ本店や阪神百貨店の売上を減らすものと予想されていたが、当店の進出による集客効果でむしろ両店の売上は上がった。両店の出入口も大丸に近い側の客が増え、梅田にある専門店でも売上が上がっているとの実感が広まっていった。4月27日から5月4日までのゴールデンウィークの入店客数は約200万人弱と1970年の大阪万博でのオープン後1週間に匹敵する勢いだった。見物客や開店セール狙いの来店客も多いものの、デパ地下（地下2階の生鮮食品売場）若者向けファッション商品売場（地上2階）、家具・家庭用品売場（9・10階）などの売上は徐々に上向く傾向であった。下村正太郎副社長（当時）は目標通りの売り上げを出していると述べた。ライバルの間でも評判は高く、阪神百貨店営業統括部長の近藤周平は200億円の予算をかけた豪華な内装や欧米の高級百貨店のような雰囲気を絶賛し、阪急百貨店専務（のち社長）の福光尚次もニューサーティー（30歳代）に焦点を当てた商品政策や店づくりに対して手頃な商品が多いことを高く評価した。
しかし、問屋や阪急・阪神以外の百貨店からは、商品の独自性のなさ、多層型ながら案内が少ないため歩いていて疲れること、ブランドを前面に出していないので商品が探しにくいことなどが批判された。下村の発言とは裏腹に、売上目標も年間を通じては達成できず、高額な家賃の国鉄への支払い、相次ぐ暖冬などの悪条件から毎年赤字が続いた。大丸そのものも巨大投資の三菱銀行（当時の主力行）への返済などで一時経営が傾いたほどで、当店は巨大なキオスクと揶揄されて1987年度まで赤字だった東京店と同様に不採算店とみられていた。東京駅直結の東京店に続き、当店も1990年度には黒字の見通しがたったが、単年度黒字化は見送って、店内の大規模改装に踏み切った。なお、この頃、ジェイアール京都伊勢丹（JR京都駅ビル）の開業に際して当店をモデルにしようと、家主のJR西日本は考えていた。

### 阪神大震災による影響
通常は外商部門は置いていないものの、1995年の阪神・淡路大震災で神戸店が被災した際には外商顧客向け催事などを一時的に移した。そごう大阪店や三越大阪店が外商売り上げの減少で業績が悪化したのに対し、当店は阪急・阪神の梅田本店と同様、被災した神戸方面からの顧客が流入し、売上が伸びた。
一方、同年2月28日から3月27日までの期間、当店のギャラリーで産経新聞社の主催で予定していた「パウル・クレー展」に対し、作品を貸し出しすることになっていたスイス在住の収蔵家（クレーの孫）が余震による作品の損傷を懸念し、作品の貸出を拒否した。11年後の2006年3月5日から21日まで、朝日新聞社の主催で「パウル・クレー展」が実施された。

### 大丸饅頭
大丸饅頭は餡入りカステラ饅頭に「大」の焼印が押された饅頭である。元々は1954年から神戸店だけで販売されていたが、1995年の阪神・淡路大震災で機械が壊れたため、製造が中止された。ファンからの要望で、震災から10年たった2005年春の神戸店震災復興フェアで販売されたところ、好評だった。そこで、2006年10月から神戸店に出店している和菓子店に機器を用意してもらい、梅田店で常設販売を開始した。一時は大丸福岡天神店でも販売されるほどの人気だったが、2010年代後半には再度当店のみの販売となった。機械の老朽化のため、2022年に販売を終了した。

### 阪神グループとの関係
現在は阪神電気鉄道が単独で運営している地下街「ディアモール大阪」だが、開業時は大丸と阪神百貨店、阪神電気鉄道の3社で共同経営を行っていた。また、阪神タイガース優勝時には阪神百貨店の向かいにあるため、大阪以外の大丸のように球団名こそ使用できないものの、阪急百貨店や髙島屋と組んで事実上の優勝セール「大阪バンザイセール」を行うなどした。

### 2011年の増床
2011年の大阪ステーションシティ再開発に伴い、アクティ大阪は増築され「サウスゲートビルディング」に改称された。この際、大丸の店舗も増床され、同年3月2日から順次増床部分が開業した後、同年4月19日のグランドオープン時には、既存部分と合わせて64,000 m2となった。
サウスゲートビルディングの地下2階から15階に入居している。J.フロント リテイリングが進める「新百貨店モデル」の集大成となり、「ポケモンセンターオーサカ」「トミカショップ」（いずれも2010年11月26日に先行開店）のほか、「東急ハンズ」や「ユニクロ」などの大型テナントも出店した。増築部は2011年3月2日に7階部分から順次開業し、同年3月16日に東急ハンズ（当時）を除いた増床部が全面開業、同年4月19日に全館がグランドオープンした。リニューアル後はファミリー層や男性の客足が伸び、2011年8月には売上高が前年比89.5%増となった。同時期の心斎橋店は6.7％減、京都店は1.4％減、神戸店は4.9％減だったのと対照的な結果だった。
しかし、当店や阪急うめだ本店の増床、ノースゲートビルディング内のJR大阪三越伊勢丹の開業にもかかわらず、神戸店や京都店をはじめとした他都市の商業施設は9月を過ぎると売上が回復する一方、当店などの売上は伸び悩むなど、予想ほど梅田の商圏は広がらなかった（「大阪2011年問題」も参照）。このため、当店は危機感を持ち、売上が低迷する三越伊勢丹や好調な「ルクア」と「大阪ステーションシティ連合」をつくり、顧客の囲い込みを図った。各店のファッションを提案する情報誌の作成や、2011年10月下旬に三越伊勢丹と同時にスーツの割引セールを開催するなどの協力を進めた。特にスーツの割引セールは当店では目標の3倍の売上を上げるなど、一定の成果を上げた。
2012年秋には阪急うめだ本店の建て替え・増床が完了し、2013年春にはうめきたエリアにグランフロント大阪が開業した。この影響で2013年2月からの上半期（2013年8月期）の売上は前年比4.8％減の293億円に落ち込んだ。また、増床した際に1階の一部と5階全体に新設した「うふふガールズ」はルクアなどのファッションビルとの競合で苦戦した。業績不振であったJR大阪三越伊勢丹の業態転換（ルクア1100化）に対処するため、改装予定を前倒しし、2014年秋には、「うふふガールズ」を5階のみの展開とし、駅直結の立地を生かした、40代前後向けの婦人服・雑貨を強化する改装を行った。
このように3つの百貨店に加え、グランフロント大阪やヨドバシ梅田、ファッションビルなど周囲に様々な商業施設が周囲に集まる立地で、激しい競争が続いている。当店は開設当初のような赤字店舗でこそないものの、関西国際空港に近く訪日外国人客増加の恩恵を受ける心斎橋店に比べ、売上が伸び悩んだ。

### 独自性の強化
2019年には5階「うふふガールズ」を改装し、11月22日に生理用品などの女性向け商品売場「Michikake」をオープンした。百貨店初の「フェムテック」の売場である。売場の開設をきっかけに、働きやすい環境づくりにつなげる狙いで、同年10月中旬から女性従業員が生理をバッジで意思表示という取り組みを始めた。20～30代の社員からの提案による自発的な取り組みだったが、11月21日に売場の報道関係者向け内覧会を実施したため、広く知られることとなった。顧客からバッジの着用に関する賛否の意見が店舗へ殺到したこともあり、同月26日に生理バッジの中止を決めた。一方、従業員の多くがこの取り組みに賛同しているため、従業員にのみ分かる方式で生理に関する意思表示を続けている。
近隣の西梅田地区などに出店していたピーコックストアがイオンに売却された一方、パルコが同じJ.フロントリテイリンググループの一員となった。2019年に建て替えられた渋谷パルコに任天堂のオフィシャルショップ「Nintendo TOKYO」が設けられた。この成功から、2021年にはニンテンドーショップの国内2号店を当店へ出店することが決定。2022年11月11日に「ニンテンドーオオサカ（Nintendo OSAKA）」が開業した。約800平方メートルのフロアに当店オリジナルのTシャツなど、2000点以上の商品が揃う。

## フロアガイド
- 15F - 大丸ミュージアム（イベントホール）、ギフトショップ、アートショップ
- 14F - 大丸エキウエダイニング 美食区 レストラン&カフェ
- 13F - ポケモンセンターオーサカ、トミカショップ、ONE PIECE 麦わらストア梅田店、Nintendo OSAKA、CAPCOM STORE & CAFE UMEDA
- 12F - リビング、ギフトサロン、商品券、ハンズ
- 11F - 宝飾・時計、きもの、ブライダル、ハンズ
- 10F - ベビー・子供服、クレジットカウンター、友の会、ハンズ
- 9F - 紳士服
- 8F - 紳士服・紳士雑貨、スポーツ、旅行用品
- 7F - 婦人服 アダルト、婦人服 大きなサイズ
- 6F - 婦人服 キャリア
- 5F - うふふガールズ ヤングレディスファッション
- 4F - シンデレラアベニュー 婦人くつ・ハンドバッグ、オー・ランジェリーゼ 婦人肌着
- 3F - インターナショナルブティック、アクセサリー
- 2F - 化粧品
- 1F - 東：婦人洋品雑貨、西：婦人服（ドゥクラッセ）・婦人くつ（フィットフィット）
- B1F - ごちそうパラダイス 東：惣菜・弁当・寿司、西：和菓子・洋菓子
- B2F - ごちそうパラダイス ベーカリー・生鮮食品・和洋酒・グローサリー

## 交通アクセス
- JR大阪駅から徒歩1分
- JR北新地駅から徒歩6分
- 阪神本線大阪梅田駅から徒歩2分
- 阪急神戸本線・宝塚本線・京都本線大阪梅田駅から徒歩3分
- 地下鉄御堂筋線梅田駅から徒歩2分
- 地下鉄谷町線東梅田駅から徒歩8分
- 地下鉄四つ橋線西梅田駅から徒歩4分

### 新聞記事
1. 1 2 3 4  「個人消費いつ“点火”―大丸梅田店開店1週間、キタでは相乗効果はっきり」『日本経済新聞』日本経済新聞社、1983年5月5日。
2. ↑  「デパートの工夫（今日の問題）」『朝日新聞』朝日新聞社、1984年12月3日、夕刊。
3. ↑  「大丸・東京店、名誉ばん回へ大改装 商品配置や天井も一新」『朝日新聞』朝日新聞社、1990年1月17日。
4. ↑  「デパート（みんえいJR大阪駅：18）」『朝日新聞』朝日新聞社、1991年6月4日。
5. 1 2  「大阪の百貨店、明暗 阪神大震災で客増加と外商落ち込み 【大阪】」『朝日新聞』朝日新聞社、1995年3月18日。
6. ↑  「線と色、優しく深く パウル・クレー展 【大阪】」『朝日新聞』朝日新聞社、2006年3月4日。
7. ↑  「（デパ地下NEWS）世紀の復活、大丸饅頭 【大阪】」『朝日新聞』朝日新聞社、2006年3月4日、夕刊。
8. ↑  「阪神Vセールに百貨店“共宴” 混乱防げと警察も打診 【大阪】」『朝日新聞』朝日新聞社、2003年7月28日。
9. ↑  「大丸梅田売上高増床の効果続く 8月、前年比9割増」『朝日新聞』朝日新聞社、2011年9月2日、夕刊。
10. ↑  「大阪・梅田の百貨店、過当競争 店増えた割に商圏広がらず 【大阪】」『朝日新聞』朝日新聞社、2011年11月8日。
11. ↑  「大丸梅田店、減収 【大阪】」『朝日新聞』朝日新聞社、2013年10月9日。
12. ↑  「大丸梅田、40代へシフト 秋にも改装、女性向け20代は縮小 【大阪】」『朝日新聞』朝日新聞社、2014年1月23日。
13. ↑  「大丸、奇策 婦人服売り場にアダルトグッズ… 梅田店で期間限定 【大阪】」『朝日新聞』朝日新聞社、2018年8月22日。
14. ↑  「「生理バッジ」どう思う? 大丸梅田店、批判相次ぎ取りやめ 【大阪】」『朝日新聞』朝日新聞社、2019年11月28日、夕刊。
15. ↑  「「ジャパンカルチャーの聖地に」…任天堂の直営店が大阪にあすオープン」『読売新聞オンライン』読売新聞社、2022年11月10日。